# Antemurale di Civitavecchia

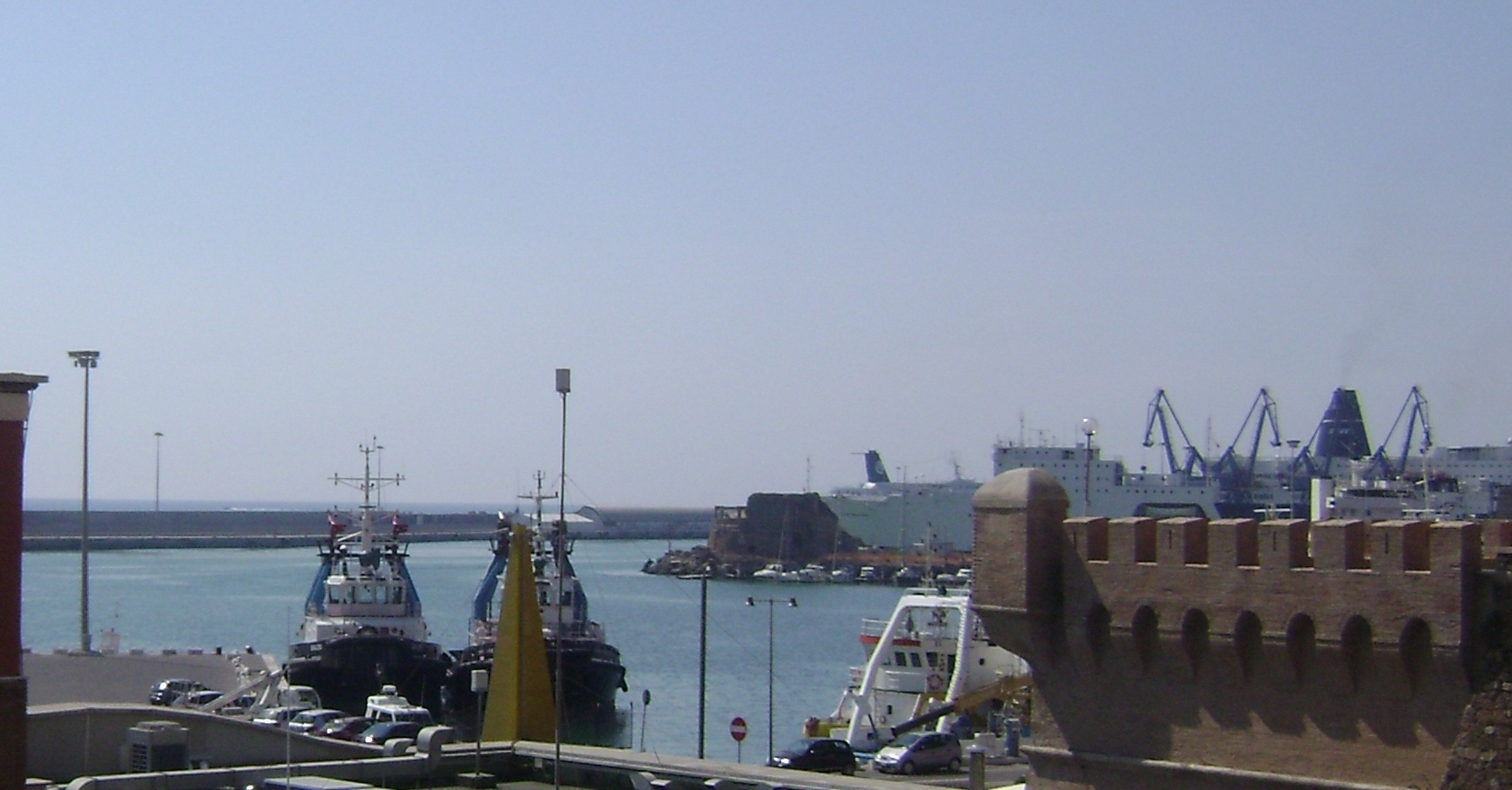
Vista del bacino portuale con l'antemurale sullo sfondo

L’antemurale Cristoforo Colombo è una diga del porto di Civitavecchia con direzione NW, che si sviluppa per oltre 2000 metri.
Ha la funzione di difendere il bacino portuale dal moto ondoso e garantire buone condizioni di sicurezza per le navi in porto.

## Storia
In origine, all'epoca della costruzione del porto di Civitavecchia da parte dell'imperatore Traiano, era già prevista una delimitazione ai lati dello stesso e verso mare.
Attualmente sono presenti delle banchine che servono per permettere alle navi di varie stazze, anche le grandi da crociera, l'accosto.